# Gonatocerus narayani
Gonatocerus narayani is een vliesvleugelig insect uit de familie Mymaridae. De wetenschappelijke naam is voor het eerst geldig gepubliceerd in 1959 door Subba Rao & Kaur.